# Èxode (pel·lícula)
|  | No s'ha de confondre amb Èxode, de la batalla a la frontera. |

Èxode (títol original en anglès: Exodus) és una pel·lícula d'Otto Preminger estrenada el 1960. La pel·lícula descriu de manera novel·lesca els esdeveniments associats a la fundació de l'Estat d'Israel i es basa en la novel·la homònima de Leon Uris. El tema musical fou escrit per Ernest Gold i va aconseguir l'Oscar a la millor banda sonora el 1960. La pel·lícula ha estat doblada al català en dos ocasions, emetent-se en TV3 el 15 de juliol del 1991, així com a Canal Nou.

## Argument i crítica històrica
L'obra es pren grans llibertats en relació amb la història real del vaixell Exodus. La pel·lícula està basada en una novel·la de l'escriptor Leon Uris.
En realitat, un vaixell anomenat Exodus va ser interceptat el 1947 a l'altura de Haifa per les autoritats britàniques i els seus refugiats van ser transferits a Port-de-Bouc a França i després a camps de deportats a Alemanya. No va ser fins a 1948, després de la creació de l'Estat sionista d'Israel, que una part dels passatgers de l'Exodus va arribar a Palestina.
A l'obra de Leon Uris i la pel·lícula d'Otto Preminger els personatges principals són tots inventats i, a més, els esdeveniments no corresponen a la realitat. Així, a l'obra de Leon Uris una nau, l'Estrella de David, és interceptada a l'altura de Palestina i els seus passatgers són transferits en camps a Xipre. L'Exodus esdevé a la novel·la el vaixell que un agent de l'Haganà, Ari Ben Canaan, interpretat per Paul Newman, compra per transportar els refugiats de l'Estrella de David a Palestina. Després de diverses peripècies i la il·lustració d'antisemitisme de certs oficials anglesos, l'Exodus arribarà a Palestina a la vetlla de la declaració d'independència d'Israel el 1948.
Larry Portis fa una anàlisi del film. Segons ell, la crítica més important sens dubte és que aquesta pel·lícula no presenta més que un costat del conflicte mostrant-nos com alguns membres de la Haganà, poc armats però valents i units, arriben a impedir l'atac dels àrabs, fanàtics i dirigits per antics oficials nazis, que ataquen un orfenat jueu que ha estat deixat sense defensa pels britànics despreocupats.
Els àrabs en la seva ràbia no aconseguiran més que matar dues persones: la innocent Karen morta de nit i el mokhtar del poble àrab veí, l'amic d'infantesa d'Ari Ben Canaan.
El poble àrab és d'altra banda misteriosament abandonat la qual cosa permet als joves sionistes llançar-se a la defensa d'una altra colònia jueva que es veu atacada en la llunyania.
La seva cèlebre música ha estat represa a la cançó d'Edith Piaf Exodus, també ha estat represa pels músics jamaicans, The Skatalites (que tenien el costum d'adaptar a la moda jamaicà músiques de pel·lícules clàssiques com la de James Bond o del Tercer home), i Monty Alexander.

## Repartiment
- Paul Newman: Ari Ben Canaan
- Eva Marie Saint Kitty Fremont
- Ralph Richardson: General Sutherland

## Premis i nominacions[calcitació]

### Premis
- Oscar a la millor banda sonora per Ernest Gold
- Globus d'Or al millor actor secundari per Sal Mineo

### Nominacions
- Oscar al millor actor secundari per Sal Mineo
- Oscar a la millor fotografia per Sam Leavitt
- Globus d'Or a la millor banda sonora per Ernest Gold